# 吴梦起
吴梦起（1921年11月—2010年6月20日），男，山东烟台人。中国儿童文学作家。

## 生平
1921年11月出生。祖籍山东烟台。1937年肄业于威海卫公立中学高中。做过学徒、职员、店员、会计、记者等职业。1946年开始发表作品。1949年开始在辽宁省农业学校任教，1987年退休。1980年加入中国作家协会。历任辽宁省作协理事，辽宁省第五、六届政协委员，文联第三届委员，辽宁儿童文学学会会长、名誉会长，铁岭市文联顾问，铁岭市儿童文学学会顾问等职。
2010年6月20日在辽宁铁岭辞世，享年90岁。

## 作品
吴梦起曾用笔名吴扬。主要从事童话创作，他成功运用小说与童话相结合的结构法，将传统童话的幻想单线条结构转变为幻想与现实的双线结构，推进了中国童话的发展。
著有长篇小说《青春似火》、《隋唐新传》（1989年）、《大明盛衰》（1989年）、《小响马传》、《腥风血雨话宫廷》，中篇小说《吕玉华和她的同学们》（1956年）、《红石口》（1957年）、《在苹果园里》（1957年）、《血战官渡》（1981年）、《小将呼延庆》（1989年），中篇童话《玩具狗西游记》（1983年）、《马戏团放假》（1984年）、《海盗岛》（1989年），短篇小说集《杨春山入社》、《方士信的道路》、《航行在绿色的海上》（1962年）等。
其中，童话《小雁归队》获全国第二次少年儿童文艺创作评奖三等奖，《老鼠看下棋》获上海首届儿童文学园丁奖（陈伯吹儿童文学奖）、中国作家协会第一届全国优秀儿童文学奖，《虎牛》获得《儿童文学》杂志1985年度优秀作品奖。《吴梦起童话选》获第四届宋庆龄儿童文学奖二等奖。